# Raymond Langendries
Raymond A. Langendries (ur. 1 października 1943 w Tubize) – belgijski i waloński polityk, w latach 1995–1999 przewodniczący Izby Reprezentantów, minister, długoletni parlamentarzysta krajowy i europejski.

## Życiorys
W 1964 uzyskał dyplom nauczyciela, przez osiem lat pracował w tym zawodzie w szkole podstawowej. Zaangażował się jednocześnie w działalność Partii Społeczno-Chrześcijańskiej (PSC), od 2002 działającej pod nazwą Centrum Demokratyczno-Humanistyczne (cdH). W latach 1972–1974 był sekretarzem klubu poselskiego, następnie do 1979 sekretarzem krajowym partii. W 1971 po raz pierwszy wybrano go do rady miejskiej rodzinnego Tubize, w latach 1976–1982 był zastępcą burmistrza, a od 1995 do 2012 zajmował stanowisko burmistrza tej miejscowości. Objął też funkcję prezesa klubu AFC Tubize.
Od 1979 do 2004 sprawował mandat parlamentarzysty, zasiadał z reguły w federalnej Izbie Reprezentantów, z wyłączeniem okresu 1985–1991, gdy był członkiem belgijskiego Senatu. Wielokrotnie kierował frakcjami deputowanych i senatorów PSC/cdH. W latach 1989–1992 wykonywał obowiązki ministra służb publicznych w rządzie Wilfrieda Martensa. Od 1995 do 1999 pełnił funkcję przewodniczącego niższej izby parlamentu.
W 2004 z ramienia walońskich chadeków został wybrany na deputowanego do Parlamentu Europejskiego. Zasiadał we frakcji chadeckiej oraz Komisji Zatrudnienia i Spraw Socjalnych. W latach 2007–2008 brał aktywny udział w rokowaniach koalicyjnych w trakcie kryzysu politycznego. M.in. z polecenia króla Alberta II był jednym z trzech negocjatorów mających doprowadzić do kontynuacji rozmów na temat reformy konstytucyjnej.
W 2009 Raymond Langendries zrezygnował z ubiegania się o reelekcję w wyborach europejskich, nie kandydował też w wyborach regionalnych.
Odznaczony Krzyżem Komandorskim Orderu Leopolda oraz Krzyżem Komandorskim Orderu Korony. W 2002 przyznano mu honorowy tytuł ministra stanu.